# Chrysobothris semisuturalis
Chrysobothris semisuturalis es una especie de escarabajo del género Chrysobothris, familia Buprestidae. Fue descrita científicamente por Kerremans en 1899.